# Sayh al Uhaymir 169
Koordinaten: 20° 34′ 23″ N, 57° 19′ 24″ O

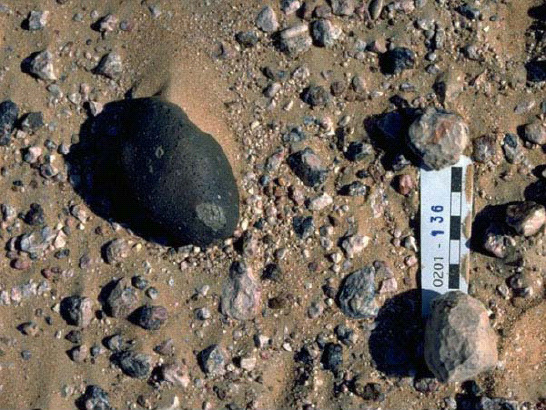
Meteorit SaU 169 in situ, d. h. wie er in der Wüste von Oman gefunden wurden

Sayh al Uhaymir 169 oder kurz SaU 169 ist ein Mondmeteorit, der am 16. Januar 2002 von Berner Wissenschaftlern um Edwin Gnos in der Wüste von Oman entdeckt und anschließend erforscht wurde. Er wurde nach seinem Fundort benannt und ist der erste Meteorit, für den der exakte Ursprungsort auf seinem Mutterkörper bestimmt werden konnte.
Der Meteorit ist 70 × 43 × 40 mm groß und 208 Gramm schwer. Im Innern ist er grünlich-grau mit einer dunklen Oberfläche und verschiedenen Regolitheinschlüssen. Mit geochemischen Untersuchungen wurde die Zusammensetzung des Meteoriten ermittelt. SaU 169 ist ungewöhnlich reich an den Elementen Uran und Thorium und damit der radioaktivste aller bisher bekannten Meteorite.
Aufgrund der regionalen Verteilung verschiedener Elemente auf dem Mond, wie sie durch die Mondsonden Clementine und Lunar Prospector gemessen wurden, sowie der zeitlichen Einteilung und Vergleichen mit der Mondoberfläche, konnte seine Herkunft exakt bestimmt werden. Er stammt aus der Gegend des Kraters Lalande und zwar vermutlich aus einem 3 km großen 70 km nordnordöstlich von Lalande gelegenen Krater.
SaU 169 entstand vor 3,9 Milliarden ± 13 Millionen Jahren in der Region des Mare Imbrium auf dem Erdmond und wurde später von drei weiteren Einschlägen vor 2,8 Milliarden, 200 Millionen und 340.000 Jahren getroffen. Bei dem letzten Einschlag wurde er in den Weltraum geschleudert und von der Schwerkraft der Erde eingefangen. Vor rund 10.000 Jahren stürzte er in der Gegend des heutigen Oman auf die Erde.
Von besonderer wissenschaftlicher Bedeutung ist SaU 169, da er eine genauere zeitliche Datierung des Mare Imbrium ermöglicht.